# Stephanie Zimbalist
Stephanie Zimbalist (New York, 8 ottobre 1956) è un'attrice statunitense.

## Biografia
Nasce in una famiglia di artisti: il padre è l'attore Efrem Zimbalist Jr., il nonno paterno Efrem Zimbalist era un famoso violinista e direttore d'orchestra, mentre la nonna paterna Alma Gluck era un soprano. In Italia è nota per essere stata la protagonista della serie televisiva Mai dire sì, al fianco di un giovane Pierce Brosnan. È stata protagonista anche del film Alla 39ª eclisse (1980), con Charlton Heston, e del film per la TV L'uomo dall'abito marrone (1989), una riduzione filmica del romanzo di Agatha Christie L'uomo vestito di marrone.

## Filmografia parziale

### Cinema
- La più bella avventura di Lassie (The Magic of Lassie), regia di Don Chaffey (1978)
- Alla 39ª eclisse (The Awakening), regia di Mike Newell (1980)
- Bread and Roses, regia di Ken Loach (2000)
- Profezie di morte (The Prophet's Game), regia di David Worth (2000)

### Televisione
- Forever, regia di John Korty – film TV (1978)
- Love Boat (The Love Boat) – serie TV, episodi 1x15-1x16 (1978)
- Colorado (Centennial) – miniserie TV, 4 puntate (1978-1979)
- Olimpiade - Un amore (The Golden Moment: An Olympic Love Story), regia di Richard C. Sarafian – miniserie TV (1980)
- Mai dire sì (Remington Steele) – serie TV, 94 episodi (1982-1987)
- Progetto Genesi (Tomorrow's Child), regia di Joseph Sargent – film TV (1982)
- A Letter to Three Wives, regia di Larry Elikann – film TV (1985)
- L'uomo dall'abito marrone (The Man in the Brown Suit), regia di Alan Grint – film TV (1989)
- Caroline?, regia di Joseph Sargent – film TV (1990)
- L'inferno dietro quel cancello (Prison of Secrets), regia di Fred Gerber – film TV (1996)
- Un detective in corsia (Diagnosis: Murder) – serie TV, episodio 7x10 (1999)

## Doppiatrici italiane
Nelle versioni in italiano delle opere in cui ha recitato, Stephanie Zimbalist è stata doppiata da:
- Emanuela Rossi in Alla 39ª eclisse
- Rosetta Salata in Mai dire sì
- Pinella Dragani ne L'uomo dall'abito marrone (ed. TV)
- Silvia Pepitoni ne L'uomo dall'abito marrone (ed. home video)